# アゾレス諸島の旗
アゾレス諸島の旗（あぞれすしょとうのはた、アゾレス諸島自治地域の旗、ポルトガル語: Bandera de las Azores, bandera de la Región Autónoma de las Islas Azores）は1830年から1910年までのポルトガル王国の国旗に似た、左側が青色、右側が白色の旗である。ポルトガル王国の国旗との違いは、中央にはポルトガルの国章の代わりにアゾレス諸島の象徴であるオオタカ（Goshawk, ポルトガル語: Açor）を配し、ポルトガルの国章は左上の隅に移動させている点である。
青と白は、古くからポルトガル国家を表す伝統的な色であった。その登場は12世紀であり、初代ポルトガル国王アフォンソ1世の父であるポルトゥカーレ伯エンリケの紋章に青と白が使われている。19世紀前半のポルトガル内戦の時期、ポルトガルに絶対王制を敷いたミゲル1世に敵対した自由主義勢力はテルセイラ公爵のいるアゾレス諸島に逃れ、ポルトガル本土への反撃の拠点とし、最終的にポルトガルに立憲君主制を復活させることに成功した。青と白のアゾレス諸島の旗の色は、この時の自由主義勢力軍の旗から採用されており、アゾレス諸島が内戦で果たした役割の重要さを表している。1893年にはサンミゲル島で最初に掲揚された自治主義者の旗をもとにしており、これにポルトガル国章を追加したものである。

アゾレス解放戦線の旗

なお現在のアゾレス諸島の旗は、その多くをアゾレス解放戦線（Frente de Libertação dos Açores, FLA）が採用した旗にも影響されている。アゾレス解放戦線は1974年にカーネーション革命で独裁体制（エスタド・ノヴォ）が打倒された後に登場した右派で独立派の民兵組織で、左右勢力の争いが激しくなる中、ポルトガルがソビエト連邦の傀儡国家となるかもしれないという恐れを抱いた保守主義者がその中心にいた。FLAによれば、青と白はポルトガルの伝統的な自由主義を表し、カーネーション革命時に登場した左派勢力（FLAいわく、「全体主義的社会主義者勢力」）に対抗する意図を込めたものであった。FLAは盛んにテロ活動を行ったが、1976年の憲法でアゾレス諸島とマデイラ諸島に独自の政府を持つ自治地域が成立し、革命後の混乱が収まり「共産主義の脅威」も薄らぐに従い、FLAの組織も解体へ向かった。
この旗は1979年4月12日、自治地域政府の庁舎において公式に掲揚が開始された。アゾレス諸島の旗は1979年4月10日に自治政府により承認され、1979年5月18日に詳細が規定された。

## シンボル
アゾレスという名はポルトガル語でオオタカを表す「Açor」から来ており、ポルトガル人の来航当時にはオオタカは諸島各地で普通に見られた鳥であったからとされている。しかしオオタカがアゾレス諸島に生息していた事実はなく、その代わりにノスリの一種がアゾレス諸島には多く住んでいたがこれが航海者によりオオタカに間違えられたと考えられている。
オオタカの上で弧を描く九つの金色の星は、アゾレス諸島の九つの島を表す。ポルトガルの国章の小紋章が左隅に描かれている。
青色はかつてのポルトガル王国の国旗の青よりも濃く、青の部分の横幅が全体の横幅の40%、白の部分の横幅が全体の横幅の60%とされている。